# Živike
Živike su naselje u općini Oriovac, u Brodsko-posavskoj županiji. Prema popisu stanovništva iz 2001. imaju 308 stanovnika. Živike se nalaze 2 km od rijeke Save, manje od jedan kilometar od Lužana i cestovnim putem 5 km od općinskog središta Oriovca.
U centru sela nalazi se društveni dom i Crkva Svete Katarine.

## Stanovništvo
Prema popisu stanovništva iz 2011. godine u Živikama je živjelo 252 stanovnika, dok su Živike prema popisu iz 2001. godine imale 308 stanovnika od toga 307 Hrvata.
| broj stanovnika | 374   | 375   | 390   | 437   | 455   | 496   | 489   | 539   | 523   | 523   | 488   | 395   | 366   | 346   | 308   | 236   | 189   |
|                 | 1857. | 1869. | 1880. | 1890. | 1900. | 1910. | 1921. | 1931. | 1948. | 1953. | 1961. | 1971. | 1981. | 1991. | 2001. | 2011. | 2021. |